# Lewin Kłodzki (gemeente)
De gemeente Lewin Kłodzki is een landgemeente in het Poolse woiwodschap Neder-Silezië, in powiat Kłodzki.
De zetel van de gemeente is in Lewin Kłodzki.
Op 30 juni 2004 telde de gemeente 1853 inwoners.

## Oppervlakte gegevens
In 2002 bedroeg de totale oppervlakte van gemeente Lewin Kłodzki 52,19 km², waarvan:
- agrarisch gebied: 46%
- bossen: 46%

De gemeente beslaat 3,18% van de totale oppervlakte van de powiat.

## Demografie
Stand op 30 juni 2004:
| Omschrijving                   | Totaal | Totaal | Vrouwen | Vrouwen | Mannen | Mannen |
| ------------------------------ | ------ | ------ | ------- | ------- | ------ | ------ |
| eenheid                        | aantal | %      | aantal  | %       | aantal | %      |
| inwoners                       | 1853   | 100    | 987     | 53,3    | 866    | 46,7   |
| bevolkingsdichtheid (inw./km²) | 35,5   | 35,5   | 18,9    | 18,9    | 16,6   | 16,6   |

In 2002 bedroeg het gemiddelde inkomen per inwoner 1810,81 zł.

## Plaatsen
Dańczów, Darnków, Gołaczów, Jarków, Jawornica, Jeleniów, Jerzykowice Małe, Jerzykowice Wielkie, Kocioł, Krzyżanów, Kulin Kłodzki, Leśna, Lewin Kłodzki, Taszów, Witów, Zielone-Ludowe, Zimne Wody.

## Aangrenzende gemeenten
Duszniki-Zdrój, Kudowa-Zdrój en Szczytna.
De gemeente grenst aan Tsjechië.